# 네링가시

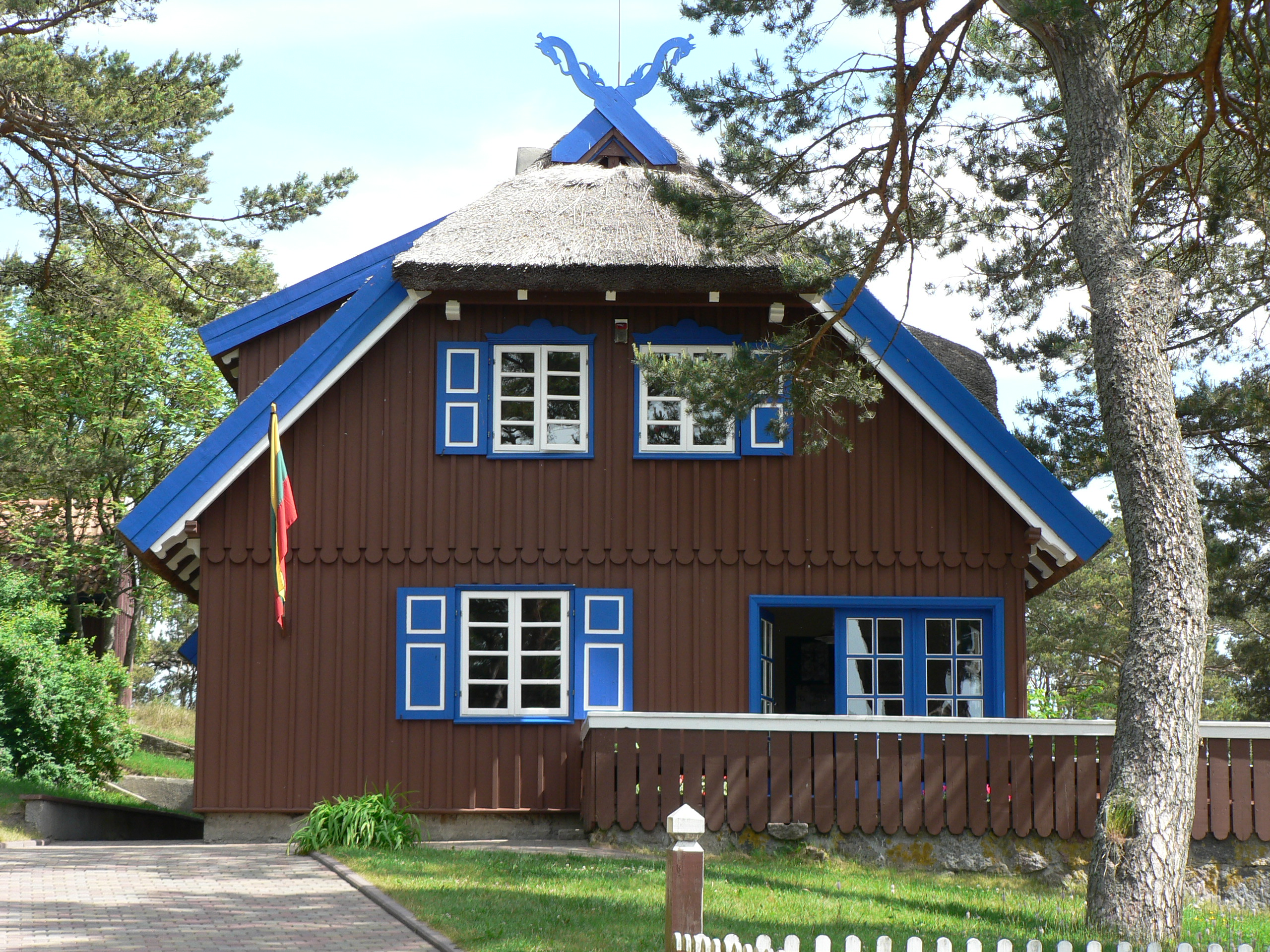
니다에 위치한 토마스 만의 여름 별장

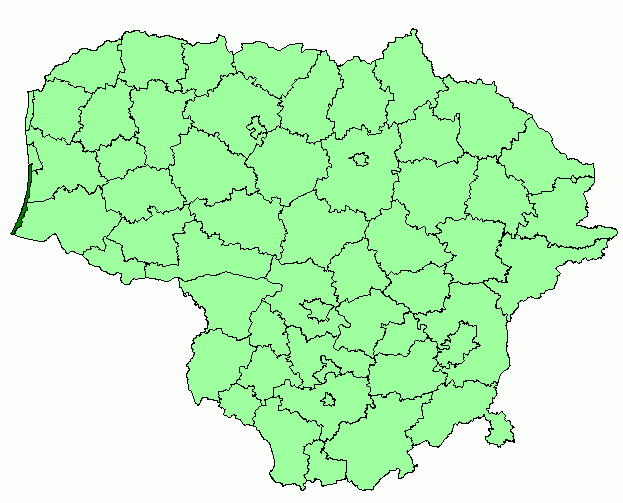
네링가시의 위치

네링가시(리투아니아어: Neringos savivaldybė)는 리투아니아 클라이페다주를 구성하는 7개 지방 자치체 가운데 하나로 행정 중심지는 니다이며 면적은 90km2, 인구는 2,879명(2015년 기준), 인구 밀도는 32.0명/km2이다. 쿠로니아 사주에 위치하며 2개 장로구를 관할한다. 클라이페다주 클라이페다구와 접하며 리투아니아에서 인구가 가장 적은 지방 자치체이기도 하다.

지방 자치체 문장